# Montceaux-lès-Provins
Pour les articles homonymes, voir Montceaux (homonymie).
Montceaux-lès-Provins est une commune française située dans le département de Seine-et-Marne en région Île-de-France.

## Géographie

### Localisation
Montceaux-lès-Provins est une petite commune située au centre nord de la France et dans le département de Seine-et-Marne dans la région Île-de-France. Elle appartient à l'arrondissement de Provins et au canton de Villiers-Saint-Georges.

### Communes limitrophes
Les communes limitrophes de Montceaux-lès-Provins sont : Saint-Bon, Sancy-lès-Provins, Courgivaux, Bouchy-Saint-Genest, Saint-Martin-du-Boschet et Villiers-Saint-Georges.
| Saint-Martin-du-Boschet | Saint-Martin-du-Boschet | Courgivaux (Marne)           |
| Sancy-lès-Provins       | Montceaux-lès-Provins.  | Courgivaux Saint-Bon (Marne) |
| Villiers-Saint-Georges  | Villiers-Saint-Georges  | Saint-Bon (Marne)            |

### Géologie et relief
La commune est classée en zone de sismicité 1, correspondant à une sismicité très faible.

### Hydrographie
Le système hydrographique de la commune se compose de deux cours d'eau référencés :
- le ru de Volmerot, long de 10,51 km[3], affluent de l’ Aubetin ;
- le ruisseau Nogentel, 7,58 km[4], affluent du Grand Morin.

La longueur linéaire globale des cours d'eau sur la commune est de 2,93 km.

### Climat
Pour des articles plus généraux, voir Climat de l'Île-de-France et Climat de Seine-et-Marne.
En 2010, le climat de la commune est de type climat océanique dégradé des plaines du Centre et du Nord, selon une étude du CNRS s'appuyant sur une série de données couvrant la période 1971-2000. En 2020, Météo-France publie une typologie des climats de la France métropolitaine dans laquelle la commune est exposée à un climat océanique altéré et est dans la région climatique Nord-est du bassin Parisien, caractérisée par un ensoleillement médiocre, une pluviométrie moyenne régulièrement répartie au cours de l’année et un hiver froid (3 °C).
Pour la période 1971-2000, la température annuelle moyenne est de 10,1 °C, avec une amplitude thermique annuelle de 15,8 °C. Le cumul annuel moyen de précipitations est de 772 mm, avec 12,3 jours de précipitations en janvier et 8,3 jours en juillet. Pour la période 1991-2020, la température moyenne annuelle observée sur la station météorologique la plus proche, située sur la commune d'Esternay à 10 km à vol d'oiseau, est de 10,9 °C et le cumul annuel moyen de précipitations est de 780,5 mm,. Pour l'avenir, les paramètres climatiques de la commune estimés pour 2050 selon différents scénarios d'émission de gaz à effet de serre sont consultables sur un site dédié publié par Météo-France en novembre 2022.

### Voies de communication et transports

#### Transports
La gare SNCF la plus proche est la gare de Provins, située à 19,8 kilomètres (21 minutes). Elle est desservie par les trains de la ligne P du Transilien à partir de la gare de l'Est à Paris.

### Milieux naturels et biodiversité
Aucun espace naturel présentant un intérêt patrimonial n'est recensé sur la commune dans l'inventaire national du patrimoine naturel,,.

## Urbanisme

### Typologie
Au 1er janvier 2024, Montceaux-lès-Provins est catégorisée commune rurale à habitat dispersé, selon la nouvelle grille communale de densité à sept niveaux définie par l'Insee en 2022.
Elle est située hors unité urbaine. Par ailleurs la commune fait partie de l'aire d'attraction de Paris, dont elle est une commune de la couronne,. Cette aire regroupe 1 929 communes,.

### Lieux-dits, écarts et quartiers
La commune compte 73 lieux-dits administratifs répertoriés consultables ici.

### Occupation des sols
En 2018, le territoire de la commune se répartit en 81,3 % de terres arables, 15 % de forêts et 3,7 % de zones urbanisées,.

### Logement
En 2016, le nombre total de logements dans la commune était de 166, dont 99,4 % de maisons et 0,6 % d'appartements.
Parmi ces logements, 80,9 % étaient des résidences principales, 7 % des résidences secondaires et 12,2 % des logements vacants.
La part des ménages fiscaux propriétaires de leur résidence principale s'élevait à 90 % contre 9,2 % de locataires et 0,8 % logés gratuitement,.

## Toponymie
Le nom de la localité est mentionné sous les formes Muntecellis en 677 ; Meunticellae au VIIIe siècle ; Moncelz vers 1172 ; Moncellae en 1200 ; Monceaus en 1204 ; Monciax vers 1222 (Livre des vassaux) ; Moncelli domus fortis en 1249 ; Monciaux en Brie en 1249 ; Monciax en 1249 ; Monchaus en Brie vers 1250 ; Moncellae in Bria en 1262 ; Monciaus en 1267 ; Monceaus en Brie en 1275 ; Moncellis vers 1350 (Pouillé) ; Monceaulx les Prouvins en Brye en 1499 ; Monceaulx en Brie en 1503 ; Monceaux en 1757 (Cassini) ; Monceaux en Brie près Provins en 1781 ; Mousseaux en 1786 ; Moussaux en 1787.
Issu du latin monticellus (« petit mont, petit sommet ») , à rapprocher de moncel ou moncelet.
Lès, jadis lez, signifie « près de » (près de la ville de Provins).

## Histoire

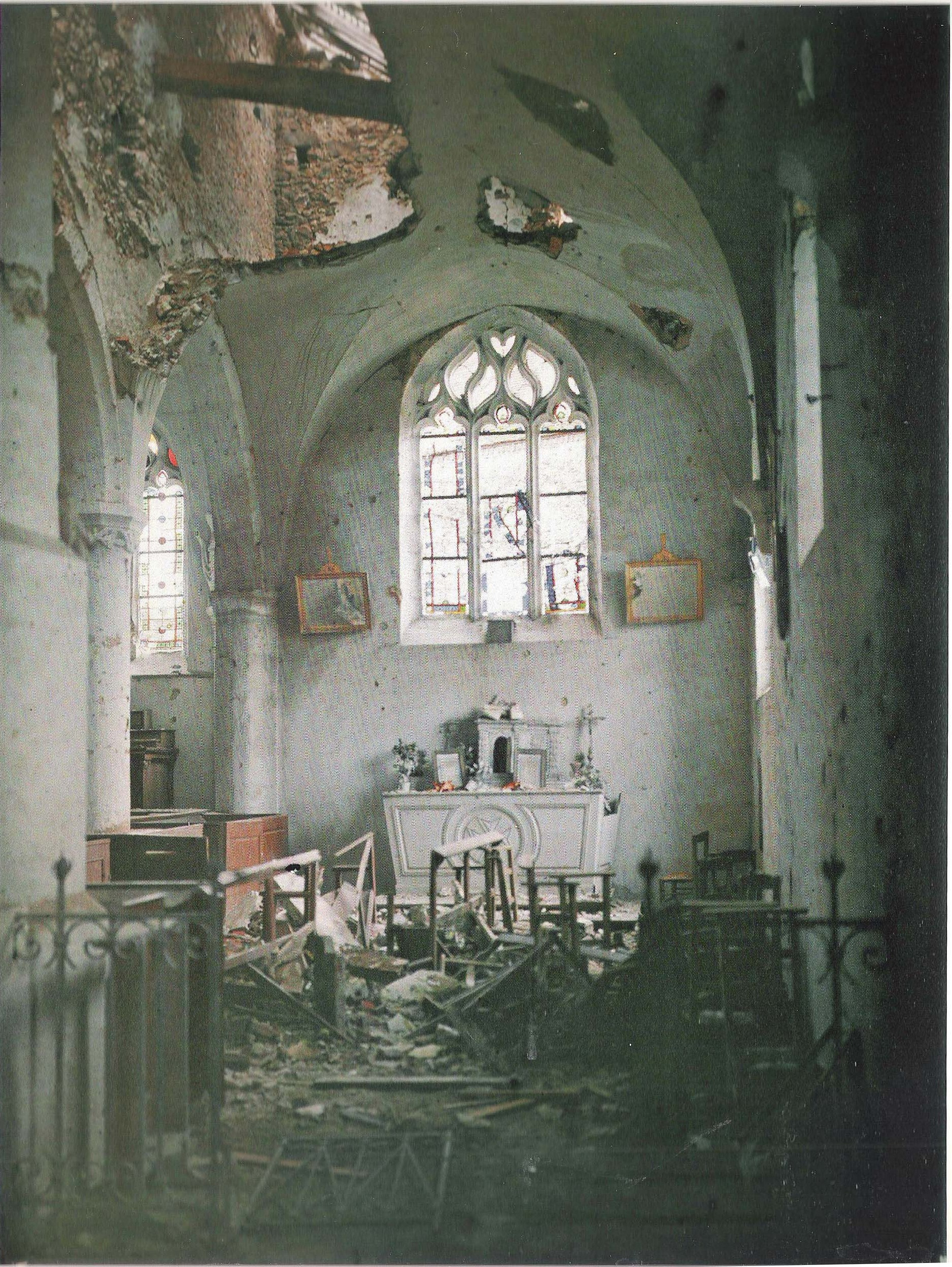
L'église détruite lors de la bataille de la Marne, autochrome de 1914.

Montceaux-lès-Provins a été mentionnée au VIIe siècle sous le nom de Muntecellis.
Dans le clocher de l'église Saint-Germain pendant la rénovation[Quand ?] (XIIe et XVIe siècles), deux cadavres de militaires de la Première Guerre mondiale ont été retrouvés[réf. souhaitée].
Durant la bataille de la Marne, Montceaux avait été organisée en centre de résistance par les troupes allemandes en raison de sa situation dominante. L'artillerie française bombarda vigoureusement le village et en particulier la Grande ferme, car l'occupant y avait mis en batterie des canons lourds dont le tir était dirigé à partir du clocher de l'église.
Celle-ci reçut également de nombreux projectiles. Le 6 septembre 1914, les troupes du 18e corps d'armée français attaquèrent le village par le sud et par l'ouest. Après un combat acharné, le village fut libéré.

Le hameau les Châtaigniers, attaqué par la 6e division du 3e corps d'armée français sous les ordres du général Pétain, fut l'enjeu de combats acharnés. Le hameau fut libéré le 6 septembre, mais le lendemain, les Allemands contre-attaquèrent sur Montceaux et les Châtaigniers. Le 123e régiment d'infanterie tint bon puis repoussa l'adversaire au-delà du Grand Morin.
Georges Blond dans son livre La Marne écrit que la bataille de Montceaux-lès-Provins témoigne des progrès tactiques accomplis par certaines unités de l'armée française depuis le début de la guerre.

## Politique et administration
| Période                                  | Période  | Identité       | Étiquette | Qualité                                                                        |
| ---------------------------------------- | -------- | -------------- | --------- | ------------------------------------------------------------------------------ |
| 1989                                     | 2020     | Nicolas Fenart | UMP-LR    | Agriculteur Conseiller général du canton de Villiers-Saint-Georges (1998-2015) |
| 2020                                     | En cours | Olivier Arthur |           |                                                                                |
| Les données manquantes sont à compléter. |          |                |           |                                                                                |

## Population et société

### Démographie
La population de Montceaux-lès-Provins était de 337 au recensement de 1999, 335 en 2006 et de 335 en 2007. La densité de population de Montceaux-lès-Provins a été de 21,82 habitants par km² en date de 2007. Le nombre de logements de Montceaux-lès-Provins a été estimé à 159 en 2007 ; ces logements se composent de 128 résidences principales, 16 résidences secondaires ou occasionnels ainsi que 14 logements vacants,.

L'évolution du nombre d'habitants est connue à travers les recensements de la population effectués dans la commune depuis 1793. Pour les communes de moins de 10 000 habitants, une enquête de recensement portant sur toute la population est réalisée tous les cinq ans, les populations de référence des années intermédiaires étant quant à elles estimées par interpolation ou extrapolation. Pour la commune, le premier recensement exhaustif entrant dans le cadre du nouveau dispositif a été réalisé en 2008.

En 2022, la commune comptait 321 habitants, en évolution de −4,18 % par rapport à 2016 (Seine-et-Marne : +3,92 %, France hors Mayotte : +2,11 %).
| 1793 | 1800 | 1806 | 1821 | 1831 | 1836 | 1841 | 1846 | 1851 |
| ---- | ---- | ---- | ---- | ---- | ---- | ---- | ---- | ---- |
| 337  | 331  | 337  | 323  | 361  | 410  | 409  | 434  | 448  |

| 1856 | 1861 | 1866 | 1872 | 1876 | 1881 | 1886 | 1891 | 1896 |
| ---- | ---- | ---- | ---- | ---- | ---- | ---- | ---- | ---- |
| 461  | 447  | 456  | 406  | 414  | 459  | 435  | 410  | 404  |

| 1901 | 1906 | 1911 | 1921 | 1926 | 1931 | 1936 | 1946 | 1954 |
| ---- | ---- | ---- | ---- | ---- | ---- | ---- | ---- | ---- |
| 380  | 410  | 402  | 354  | 380  | 340  | 337  | 318  | 337  |

| 1962 | 1968 | 1975 | 1982 | 1990 | 1999 | 2006 | 2008 | 2013 |
| ---- | ---- | ---- | ---- | ---- | ---- | ---- | ---- | ---- |
| 331  | 272  | 267  | 250  | 312  | 337  | 335  | 335  | 343  |

| 2018 | 2022 | - | - | - | - | - | - | - |
| ---- | ---- | - | - | - | - | - | - | - |
| 324  | 321  | - | - | - | - | - | - | - |

### Sports
Pratique et enseignement du judo, remise en forme par un enseignant du judo club de Provins.

## Économie
- Un music-hall.
- Un bar-tabac-PMU

## Culture locale et patrimoine

### Lieux et monuments
- Église Saint-Germain (XIIe et XVIe siècles).
- Ferme du prieuré Saint-Léonard XVIe/XVIIIe : tourelle en poivrière.

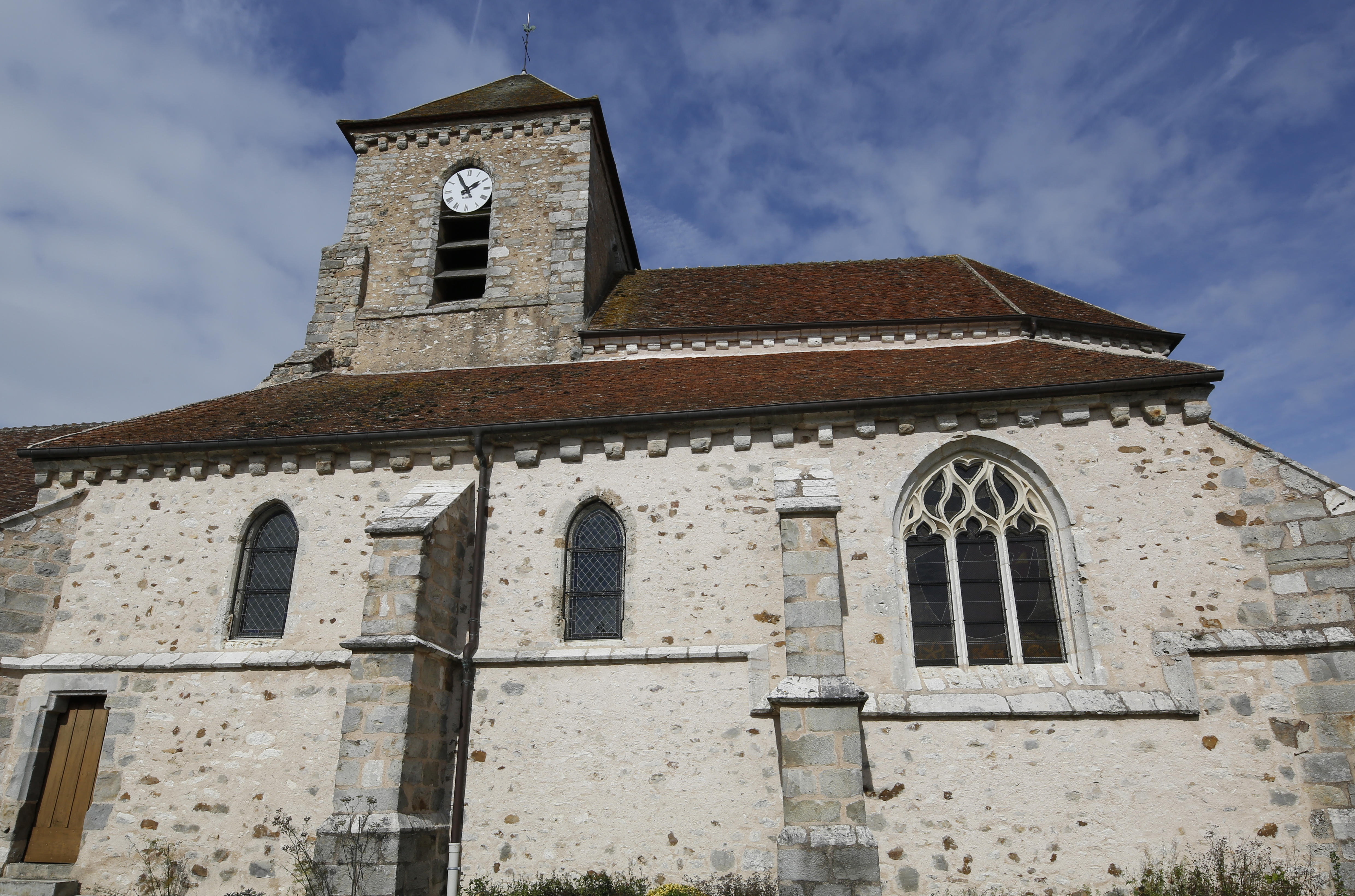
Église Saint-Germain.
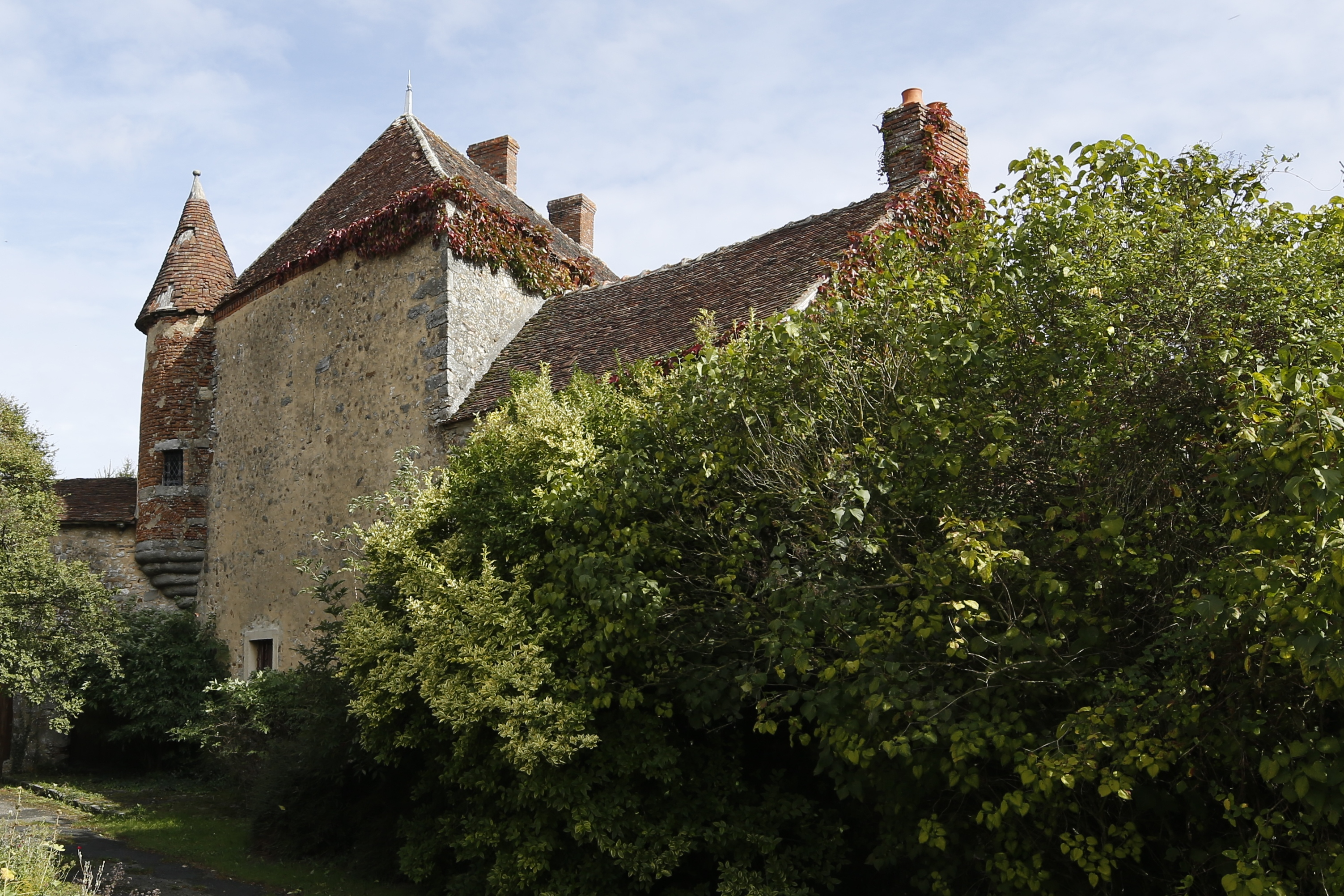
Prieuré Saint-Léonard.

### Lieux de mémoire de la Grande Guerre

#### Nécropole nationale
- Cimetière militaire français de la Première Guerre mondiale (1914-1918) qui rassemble 223 corps dont 68 en tombes individuelles et 155 en ossuaire et un monument aux morts[50].
- Pierre murale à la mémoire des militaires morts et enterrés au cimetière militaire.